# John Scrope Colquitt
John Scrope Colquitt (Liverpool, 31 de marzo de 1775-Alcalá de Guadaíra, 4 de septiembre de 1812) fue un militar inglés que luchó en la Guerra de la Independencia Española.

## Biografía
Pertenecía a una familia de clase alta. Su padre se llamaba John y su madre Bridget, con apellido de soltera Martin. Estudió en el Trinity College de Cambridge. John, su hermano menor Samuel y su primo Goodwin abandonan los estudios para enrolarse en el ejército y en la marina británica. El 14 de mayo de 1794 John es recibido como Ensign en el Primer Regimiento de los Foot Guards, donde adquiere el rango de teniente coronel. Contrae matrimonio con Ane Lewin, hija del High Sheriff del condado de Mayo, teniendo dos hijos con ella: Georgina Mary y Ernest August.
En 1806 y 1807 combatió en Sicilia y, en el contexto de la Guerra de la Independencia Española, participó en varias acciones en Portugal y el Norte de España. En marzo de 1810 colabora con los españoles en el sitio francés de Cádiz. El 5 de marzo de 1811 participa en la Batalla de la Barrosa, donde su primo Goodwin Colquitt es herido y enviado a Inglaterra, regresando a España en 1813.
En agosto de 1812 toma parte en la liberación de Sevilla de las tropas francesas y destaca en su acción en la Batalla del Puente de Triana. Posteriormente es destinado a Alcalá de Guadaíra, donde muere de tifus, y será enterrado en la Cruz del Inglés.